# Experimento de Franck y Hertz
El experimento de Franck y Hertz se realizó por primera vez en 1914 por James Franck y Gustav Ludwig Hertz. Tiene por objeto probar la cuantización de los niveles de energía de los electrones en los átomos. El experimento confirmó el modelo cuántico del átomo de Bohr demostrando que los átomos solamente podían absorber cantidades específicas de energía (cuantos). Por ello, este experimento es uno de los experimentos fundamentales de la física cuántica.
Por este experimento Franck y Hertz recibieron el premio Nobel de física en 1925.

## Historia
En 1913, Niels Bohr propuso un nuevo modelo del átomo, (átomo de Bohr), y de órbitas de los electrones, que se basaba en el modelo del átomo de Rutherford (análogo a un sistema planetario). Su modelo tenía cuatro postulados, uno de ellos era relativo a la cuantización de las órbitas de los electrones. Así, los primeros experimentos consistían en poner en evidencia esta cuantización. Estos primeros experimentos usaban la luz, y a la época se sabía que esta estaba formada por "cuantos de energía". Por ello, se reprochaba a Bohr que los resultados de la cuantización de las órbitas (y por tanto la cuantización de los estados de energía de los electrones del átomo) se debían sólo a la cuantización de la luz.
En 1914, Franck y Hertz, que trabajaban en las energías de ionización de los átomos, hicieron un experimento que usaba los niveles de energía del átomo de mercurio. Su experimento sólo usaba electrones y átomos de mercurio, sin hacer uso de ninguna luz. Bohr encontró así la prueba irrefutable de su modelo atómico.

## El experimento

### Principio
Con el fin de poner en evidencia la cuantización de los niveles de energía, utilizamos un triodo, compuesto de un cátodo, de una rejilla polarizada y de un ánodo, que crea un haz de electrones en un tubo de vacío que contiene mercurio gaseoso.
Medimos entonces la variación de la corriente recibida por el ánodo con arreglo a la energía cinética de los electrones, y podemos deducir las pérdidas de energía de los electrones en el momento de las colisiones.

### Material
El conjunto del triodo está contenido dentro de una cápsula de vidrio que contiene mercurio gaseoso. El experimento puede realizarse a diferentes temperaturas y es interesante comparar estos resultados con una medida a temperatura ambiente, donde el mercurio está en el estado líquido.
Una vez calentado a 357 °C, el mercurio se vuelve gaseoso. Pero para evitar tener que alcanzar tal temperatura, se trabaja a una presión reducida dentro de la cápsula y se calienta entre 100 y 200 °C.
Para que los electrones sean arrancados y para que tengan una Energía Cinética suficiente, se utiliza una diferencia de potencial eléctrico (tensión) entre el cátodo y la rejilla, la cual realizará el trabajo de aceleración de los electrones. Igualmente, puede ser interesante introducir una tensión en sentido opuesto, entre el ánodo y la rejilla con el fin de frenar los electrones.

### Los resultados del experimento

Corriente frente a voltaje.

Como resultado de esta experiencia, nos es posible representar la evolución de la diferencia de potencial que resulta de un convertidor de corriente - tensión (dispuesto a la salida del ánodo) con respecto a la diferencia de potencial de extracción de los electrones (desde el cátodo).
- Para diferencias de potencial bajas - hasta 4,9 V - la corriente a través del tubo aumenta constantemente con el aumento de la diferencia potencial. Con el voltaje más alto aumenta el campo eléctrico en el tubo y los electrones fueron empujados con más fuerza hacia la rejilla de aceleración.

- A los 4,9 voltios la corriente cae repentinamente, casi de nuevo a cero.

- La corriente aumenta constantemente de nuevo si el voltaje se sigue aumentando, hasta que se alcanzan 9.8 voltios (exactamente 4.9+4.9 voltios).

- En 9.8 voltios se observa una caída repentina similar.

- Esta serie de caídas en la corriente para incrementos de aproximadamente 4.9 voltios continuará visiblemente hasta potenciales de por lo menos 100 voltios.

### Interpretación de los resultados
Franck y Hertz podían explicar su experimento en términos de colisión elástica y colisión inelástica de los electrones. Para potenciales bajos, los electrones acelerados adquirieron solamente una cantidad modesta de energía cinética. Cuando se encontraron con los átomos del mercurio en el tubo, participaron en colisiones puramente elásticas. Esto se debe a la predicción de la mecánica cuántica que un átomo no puede absorber ninguna energía hasta que la energía de la colisión exceda el valor requerido para excitar un electrón que esté enlazado a tal átomo a un estado de una energía más alta.
Con las colisiones puramente elásticas, la cantidad total de energía cinética en el sistema sigue siendo igual. Puesto que los electrones son unas mil veces menos masivos que los átomos más ligeros, esto significa que la mayoría de los electrones mantuvieron su energía cinética. Los potenciales más altos sirvieron para conducir más electrones a la rejilla al ánodo y para aumentar la corriente observada, hasta que el potencial de aceleración alcanzó 4.9 voltios.
La energía de excitación electrónica más baja que un átomo del mercurio puede tener requiere 4,9 electronvoltios (eV). Cuando el potencial de aceleración alcanzó 4.9 voltios, cada electrón libre poseyó exactamente 4.9 eV de energía cinética (sobre su energía en reposo a esa temperatura) cuando alcanzó la rejilla. Por lo tanto, una colisión entre un átomo del mercurio y un electrón libre podía ser inelástica en ese punto: es decir, la energía cinética de un electrón libre se podía convertir en energía potencial excitando el nivel de energía de un electrón de un átomo de mercurio. Con la pérdida de toda su energía cinética, el electrón libre no puede superar el potencial negativo leve en el electrodo a tierra, y la corriente eléctrica cae fuertemente.
Al aumentar el voltaje, los electrones participan en una colisión inelástica, pierden su eV 4.9, pero después continúan siendo acelerados. De este modo, la corriente medida sube otra vez al aumentar el potencial de aceleración a partir de 4.9 V. A los 9.8 V, la situación cambia otra vez. Allí, cada electrón ahora tiene energía suficiente para participar en dos colisiones inelásticas, excitando dos átomos de mercurio, para después quedarse sin energía cinética. Ello explica las caídas de corriente observadas. En los intervalos de 4.9 voltios este proceso se repetirá pues los electrones experimentarán una colisión inelástica adicional.